# Shamie Royston
Shamie Royston (geb. in Denver als Shamie Fuller) ist eine amerikanische Jazzmusikerin (Piano, Komposition). Zusätzlich zu ihren eigenen Projekten arbeitet sie auch als Komponistin und Arrangeurin für andere Musiker.

## Leben und Laufbahn
Royston wuchs als Tochter eines Lehrerehepaars in Denver auf. Ihre jüngere Schwester ist die Saxofonistin Tia Fuller. Die beiden Mädchen wurden schon früh an den Jazz herangeführt und spielten mit dem Vater als Bassist und der Mutter als Sängerin in einer Familienband. Roystons Mentor war Ron Miles, mit dem sie zum ersten Mal als Teenagerin zusammenspielte.
Shamie Royston ist seit 1996 mit dem Schlagzeuger Rudy Royston verheiratet. An der University of Denver erlangte sie einen Master in Komposition. Während sie ihre beiden gemeinsamen Kinder aufzog, arbeitete sie in der Folge nicht nur als Musiklehrerin an Schulen, sondern auch als Arrangeurin und Komponistin für verschiedene andere Musiker, darunter Sean Jones und Dianne Reeves, und fertigte Auftragsarbeiten für unterschiedliche Institutionen an. Außerdem arbeitete sie weiterhin mit ihrer Schwester Tia Fuller zusammen, auf deren Alben sie auch spielte.
Von Colorado zog Shamie Royston  mit ihrer Familie nach New York City, wo sie bis heute tätig ist. Sie arbeitete unter anderem mit Ginger Baker, Christian McBride,  Lonnie Plaxico, Ralph Peterson, John Patitucci und Terri Lyne Carrington und trat zusätzlich immer wieder als Dozentin und Pädagogin in Erscheinung, darunter 2015/16 auch am Berklee College of Music.
Ihr eigenes Debütalbum Portraits veröffentlichte Royston im Jahr 2012 im Trio mit Bassist Ivan Taylor und ihrem Mann als Schlagzeuger. Es bestand größtenteils aus Originaltiteln und verarbeitete autobiografische Themen wie Roystons Bezug zu ihrer Familie und ihren Glauben. In der JazzTimes beschrieb Carlo Wolff das Album als „ernsthaften, stimulierenden Jazz“ und betonte die stilistische Vielfältigkeit der Pianistin. Beautiful Liar, Roystons zweites Album, erschien sechs Jahre später unter Mitwirkung von Jaleel Shaw und Josh Evans. Auch hier spielte sie überwiegend eigene Kompositionen. Im Down Beat beschrieb Jim Macnie, der dem Album dreieinhalb Sterne (von fünf) gab, die Musik als „Mainstream-Post-Bop mit durchdachter Interaktion und einem tiefen Sinn von Gelassenheit.“
Royston erhielt 2022 ein Stipendium von Ucross und dem Berklee Institute of Jazz and Gender Justice.

## Diskografie
- Portraits (2012)
- Beautiful Liar (2018)

## Belege
1. 1 2  Carlo Wolff: Shamie Royston: Portraits. Abgerufen am 5. Dezember 2022 (amerikanisches Englisch).
2. 1 2 3  Patrick Jarenwattananon: After 18 Years of Marriage and Two Children, a Couple Releases Their Debut Albums. NPR, 14. Februar 2014, abgerufen am 7. Dezember 2022 (amerikanisches Englisch).
3. ↑  Shamie Royston - Vermont Jazz Center. 23. April 2020, abgerufen am 5. Dezember 2022 (amerikanisches Englisch).
4. ↑  Shamie Royston | Musician Shamie Royston | Pianist, Composer, Educator. Abgerufen am 5. Dezember 2022.
5. ↑  Shamie Royston - Vermont Jazz Center. 23. April 2020, abgerufen am 5. Dezember 2022 (amerikanisches Englisch).
6. ↑  Biografie von Shamie Royston. hottonemusic.com, abgerufen am 5. Dezember 2022.
7. ↑  Jeff Tamarkin: Shamie Royston: Beautiful Liar (Sunnyside). Abgerufen am 5. Dezember 2022 (amerikanisches Englisch).
8. ↑  DownBeat Reviews. 1. August 2018, abgerufen am 5. Dezember 2022.
9. ↑  Tori Donahue: Berklee Institute of Jazz and Gender Justice and Ucross Announce Partnership. Berklee College of Music, 28. Juni 2022, abgerufen am 7. Dezember 2022 (amerikanisches Englisch).

| Personendaten    | Personendaten                  |
| ---------------- | ------------------------------ |
| NAME             | Royston, Shamie                |
| KURZBESCHREIBUNG | US-amerikanische Jazzpianistin |
| GEBURTSDATUM     | 20. Jahrhundert                |
| GEBURTSORT       | Denver, Vereinigte Staaten     |